# 쭤샤오칭
쭤샤오칭(중국어: 左小青, 병음: Zuǒ Xiǎoqīng, 1977년 6월 25일 ~ )은 중화인민공화국의 배우이다. 후난성 창사시에서 태어났다.

## 방송
- 평범적영요
- 여과세월가회두
- 노공문적사방전
- 후해불시해
- 우무성처
- 애적리미 - 관다운(관둬윈) 역
- 정청춘 - 팡징 역

## 영화
- 노공문적사방전 (2016년)
- 우무성처 (2015년)
- 자객 섭은낭 (2015년)
- 가족의 탄생 (2014년)
- 전장사 (2014년)
- 백화심처 (2012년)
- 우견백낭자 (2011년)
- 인재경도 (2010년)
- 차표 (2008년) - 출연 역
- 와신상담 (2006년) - 아어 역